# Živojin Mišić
Živojin Mišić (în sârbă Живојин Мишић; n. 19 iulie 1855, Struganik⁠(d), Districtul Kolubara, Serbia – d. 20 ianuarie 1921, Belgrad, Regatul Iugoslaviei) a fost un mareșal sârb, participant la toate războaiele Serbiei din perioada 1876–1918. A comandat Prima Armată Sârbă în Bătălia de pe Kolubara(1914) și a condus Comandamentului Suprem al armatei sârbe în timpul străpungerii Frontului de la Salonic (1918). Este cel mai decorat ofițer militar din istoria Serbiei.

## Tinerețea
Živojin Mišić s-a născut în satul Struganik, lângă Mionica, într-o familie de țărani. Părinții săi, Radovan și Anđelija (născută Damjanović - Koštunjić), au avut treisprezece copii, dintre care doar opt supraviețuiseră până la nașterea lui Živojin, cel mai mic dintre frați. La vârsta de șase ani, a devenit păstor. A absolvit școala primară în Kragujevac, unde, potrivit memoriilor sale, a avut dificultăți de integrare din cauza batjocurii copiilor din oraș, care îl disprețuiau pentru originea sa țărănească.
În 1868, a intrat la gimnaziul din Kragujevac, absolvind clasele I, a II-a și a VI-a. Clasele a III-a și a IV-a le-a finalizat la Belgrad. În primii cinci ani de gimnaziu nu s-a remarcat prin rezultate deosebite, însă în clasa a VI-a a obținut succes școlar semnificativ mai mare, fapt ce i-a permis admiterea la Academia Militară în 1874, clasându-se pe locul 19 în concursul de admitere.
În timpul vacanțelor, se întorcea în satul natal și muncea alături de frații săi la munca câmpului. Mai târziu, la 25 noiembrie 1884, s-a căsătorit la Biserica Înălțarea Domnului din Belgrad cu o femeie de origine germană, Louise Krikner (1865–1956), cu care a avut șase copii – trei fii și trei fiice.
A participat cu distincție la Războaiele sârbo-turce (1876–1878) cu gradul de sublocotenent de infanterie și la Războiul sârbo-bulgar (1885) ca locotenent, comandant de companie în Regimentul 5 Infanterie al Diviziei Drinska.
După asasinarea regelui Aleksandar Obrenović, a fost forțat să se retragă din armată, aparent din cauza influenței organizației „Mâna Neagră”, care îl considera prea apropiat de Casa Obrenović. Cu toate acestea, a fost rechemat în activitate la insistența personală a Șefului de Stat Major al Înaltului Comandament al Armatei Sârbe, generalul Radomir Putnik, care l-a numit în funcția de adjunct al său.

## Cariera militară

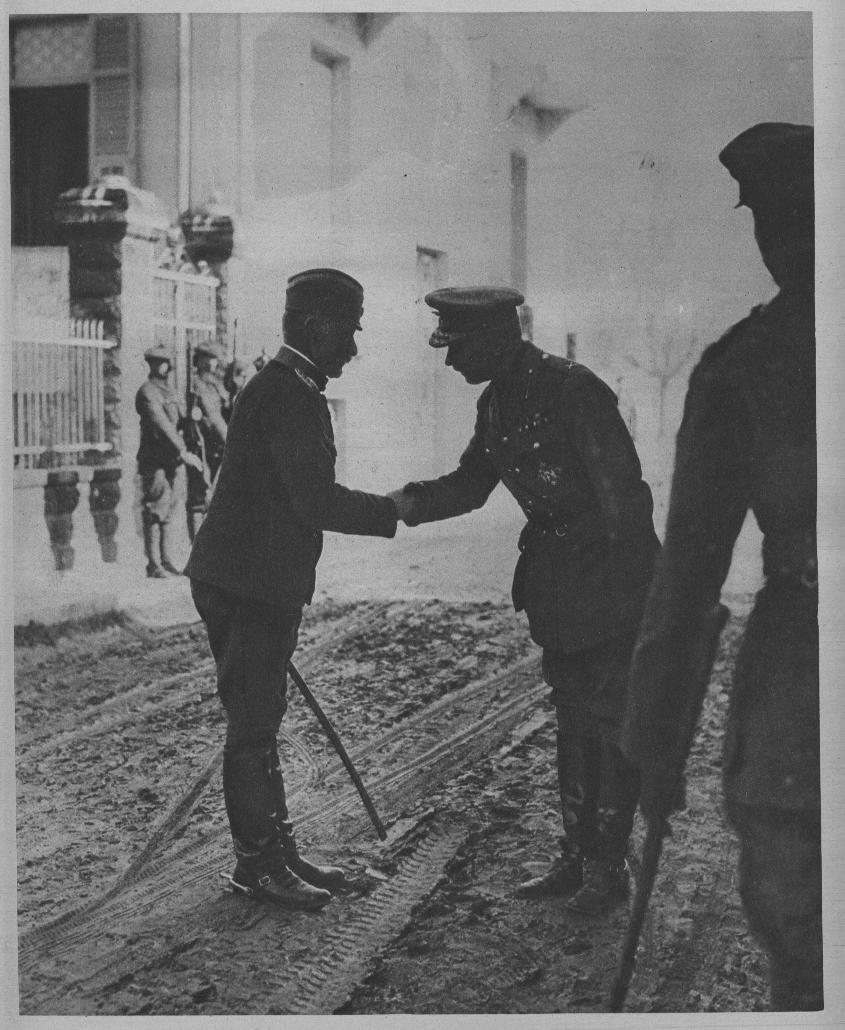
Mareșal Mišić și generalul britanic George Milne

În timpul războaielor balcanice, Mišić a servit ca adjunct al șefului de stat major al Comandamentului Suprem al vojvodei Radomir Putnik, devenind mâna sa dreaptă. După Bătălia de la Kumanovo din Primul Război Balcanic, a fost avansat la gradul de general. În momentele critice ale ofensivei surpriză bulgare din Bătălia de la Bregalnica din Al Doilea Război Balcanic, când majoritatea ofițerilor de stat major recomandau retragerea armatei sârbe pe a doua linie defensivă, Mišić, încă adjunctul șefului de stat major, s-a opus ferm și l-a convins pe Putnik să ordone respingerea atacului pe prima linie, contribuind astfel decisiv la victoria sârbă.
În timpul Crizei din iulie 1914, Mišić l-a înlocuit efectiv pe Putnik, care se recupera într-o stațiune balneară din Ungaria. În apărarea Serbiei împotriva invaziei austro-ungare, Mišić, revenit din retragere, a fost numit comandant al Primei Armate Sârbe. În decembrie 1914, a obținut o victorie decisivă în Bătălia de pe Kolubara, forțând retragerea umilitoare a trupelor austro-ungare din Serbia. Ca recunoaștere a acestui succes răsunător, a fost avansat la gradul de mareșal.
Deși a participat la marea retragere a armatei sârbe prin munții Albaniei în iarna 1915–1916, urmărită de forțele germano-austro-ungare și bulgare, Mišić a fost un susținător al ideii de a opri retragerea și de a organiza o ultimă rezistență. Însă, într-o reuniune decisivă la Peć, opțiunea sa a fost respinsă de regele Petru și de alți comandanți militari, ceea ce a dus la continuarea retragerii prin Muntenegru și Albania.
Pe frontul de la Salonic, în 1916, a comandat Prima Armată Sârbă, reușind să oprească ofensiva bulgară și să forțeze retragerea acesteia în Bătălia de la Gornicevo. Spre sfârșitul războiului, în iunie 1918, a fost numit șef al Comandamentului Suprem și a condus armata sârbă în timpul străpungerii decisive a Frontului de la Salonic în septembrie 1918, un moment cheie în înfrângerea Puterilor Centrale.
A fost, de asemenea, profesor la Academia Militară din Belgrad. La finalul carierei sale militare, în 1918, a fost numit Șef al Marelui Stat Major al Armatei Regatului Sârbilor, Croaților și Slovenilor.

## Memorii
În timpul spitalizării în Franța, înainte de moarte, Živojin Mišić a început să-și scrie amintirile în lucrarea Moje uspomene („Amintirile mele”). A reușit să documenteze întreaga sa viață până la începutul celui de-Al Doilea Război Balcanic, însă a decedat înainte de a putea relata evenimentele acestuia și ale Primului Război Mondial.
În lucrarea sa, Mišić a abordat cu sinceritate realitățile dure ale vieții militare și sociale din Serbia. A evidențiat compoziția Armatei Sârbe, alcătuită predominant din țărani neinstruiți, și dificultățile cu care aceștia se confruntau în contextul reformelor funciare și al debutului vieții politice moderne. Un pasaj emblematic al cărții reflectă critică sa asupra idealismului excesiv al societății sârbe:
„Când escadronul de lăncieri ruși a intrat în luptă, am remarcat cât de naiv este poporul nostru, deoarece toți credeam că acea unitate va face minuni pe dealuri, luptând împotriva turcilor, și că vom reuși să-i alungăm din bătălie. Însă escadronul rusesc s-a destrămat rapid și a luat o altă direcție.”

## Moartea
Živojin Mišić a încetat din viață în 1921, într-un spital din Belgrad, în urma unui cancer pulmonar.
Moștenire
Mišić este recunoscut ca una dintre cele mai importante personalități ale istoriei sârbe, figurând în lista Cei 100 cei mai importanți sârbi. 

## Decorații
| Decorații militare sârbești         |                                                                                              |
| Format:Ribbon devices/alt           | Ordinul Steaua lui Karađorđe cu Spade, Mare Cruce de Cavaler                                 |
| Format:Ribbon devices/alt           | Ordinul Steaua lui Karađorđe cu Spade, Mare Ofițer                                           |
| Format:Ribbon devices/alt           | Ordinul Steaua lui Karađorđe cu Spade, Comandor                                              |
| Format:Ribbon devices/alt           | Ordinul Steaua lui Karađorđe cu Spade, Ofițer                                                |
| Format:Ribbon devices/alt           | Ordinul Steaua lui Karađorđe, Ofițer                                                         |
| Format:Ribbon devices/alt           | Ordinul Vulturul Alb, Mare Ofițer                                                            |
| Format:Ribbon devices/alt           | Ordinul Vulturul Alb, Ofițer                                                                 |
| Format:Ribbon devices/alt           | Ordinul Crucea Takovo, Mare Ofițer                                                           |
| Format:Ribbon devices/alt           | Ordinul Crucea Takovo, Comandor                                                              |
| Format:Ribbon devices/alt           | Ordinul Crucea Takovo cu Spade, Cavaler                                                      |
| Medalii de serviciu sârbești        |                                                                                              |
| Format:Ribbon devices/alt           | Medalia Crucii Roșii Sârbești                                                                |
| Format:Ribbon devices/alt           | Medalia pentru Bărbăție, clasa Aur                                                           |
| Format:Ribbon devices/alt           | Medalia pentru Bărbăție, clasa Argint                                                        |
| Format:Ribbon devices/alt           | Medalia Comemorativă a Regelui Petru I                                                       |
| Format:Ribbon devices/alt           | Medalia Comemorativă a Războaielor cu Turcia 1876-1878                                       |
| Format:Ribbon devices/alt           | Medalia Comemorativă a Războiului cu Bulgaria 1885                                           |
| Format:Ribbon devices/alt           | Medalia pentru Merit Militar                                                                 |
| Format:Ribbon devices/alt           | Medalia pentru Serviciu Devotat                                                              |
| Format:Ribbon devices/alt           | Medalia Vidovdan                                                                             |
| Format:Ribbon devices/alt           | Medalia Comemorativă a Primului Război Balcanic                                              |
| Format:Ribbon devices/alt           | Medalia Comemorativă a celui de-al Doilea Război Balcanic                                    |
| Format:Ribbon devices/alt           | Medalia Comemorativă a Primului Război Mondial                                               |
| Format:Ribbon devices/alt           | Medalia Comemorativă a Campaniei din Albania                                                 |
| Decorații internaționale și străine |                                                                                              |
| Format:Ribbon devices/alt           | Ordinul Sfântului Mihail și Sfântul Gheorghe, Mare Cruce de Cavaler de Onoare (Regatul Unit) |
| Format:Ribbon devices/alt           | Ordinul Franz Joseph, Crucea de Cavaler (Austro-Ungaria)                                     |
| Format:Ribbon devices/alt           | Legiunea de Onoare, Mare Cruce (Franța)                                                      |
| Format:Ribbon devices/alt           | Legiunea de Onoare, Mare Ofițer (Franța)                                                     |
| Format:Ribbon devices/alt           | Legiunea de Onoare, Comandor (Franța)                                                        |
| Format:Ribbon devices/alt           | Legiunea de Onoare, Ofițer (Franța)                                                          |
| Format:Ribbon devices/alt           | Legiunea de Onoare, Cavaler (Franța)                                                         |
| Format:Ribbon devices/alt           | Crucea de Război 1914–1918, Palmier de Bronz (Franța)                                        |
| Format:Ribbon devices/alt           | Ordinul Mântuitorului, Mare Cruce (Regatul Greciei)                                          |
| Format:Ribbon devices/alt           | Ordinul Coroanei Italiei, Mare Cruce de Cavaler (Regatul Italiei)                            |
| Format:Ribbon devices/alt           | Crucea de Război pentru Merit (Regatul Italiei)                                              |
| Format:Ribbon devices/alt           | Ordinul Prințul Danilo I, Comandor de Cavaler (Regatul Muntenegrului)                        |
| Format:Ribbon devices/alt           | Ordinul Medjidié, clasa a II-a (Imperiul Otoman)                                             |
| Format:Ribbon devices/alt           | Ordinul Medjidié, clasa a III-a (Imperiul Otoman)                                            |
| Format:Ribbon devices/alt           | Ordinul Coroana României, Mare Ofițer (Regatul României)                                     |
| Format:Ribbon devices/alt           | Ordinul Sfântul Stanislaus, Mare Ofițer (Imperiul Rus)                                       |
| Format:Ribbon devices/alt           | Ordinul Sfântul Gheorghe, clasa a IV-a (Imperiul Rus)                                        |
| Format:Ribbon devices/alt           | Ordinul Băii, Comandor de Cavaler (Regatul Unit)                                             |
| Format:Ribbon devices/alt           | Crucea pentru Merit Militar (Austro-Ungaria)                                                 |
| Format:Ribbon devices/alt           | Medalia Războiului Balcanic a Crucii Roșii Britanice (Regatul Unit)                          |
| Format:Ribbon devices/alt           | Medalia pentru Serviciu Distins al Armatei (Statele Unite)                                   |
| Format:Ribbon devices/alt           | Medalia pentru Servicii Excepționale a Crucii Roșii Americane (SUA)                          |